# Bacino di Montrose

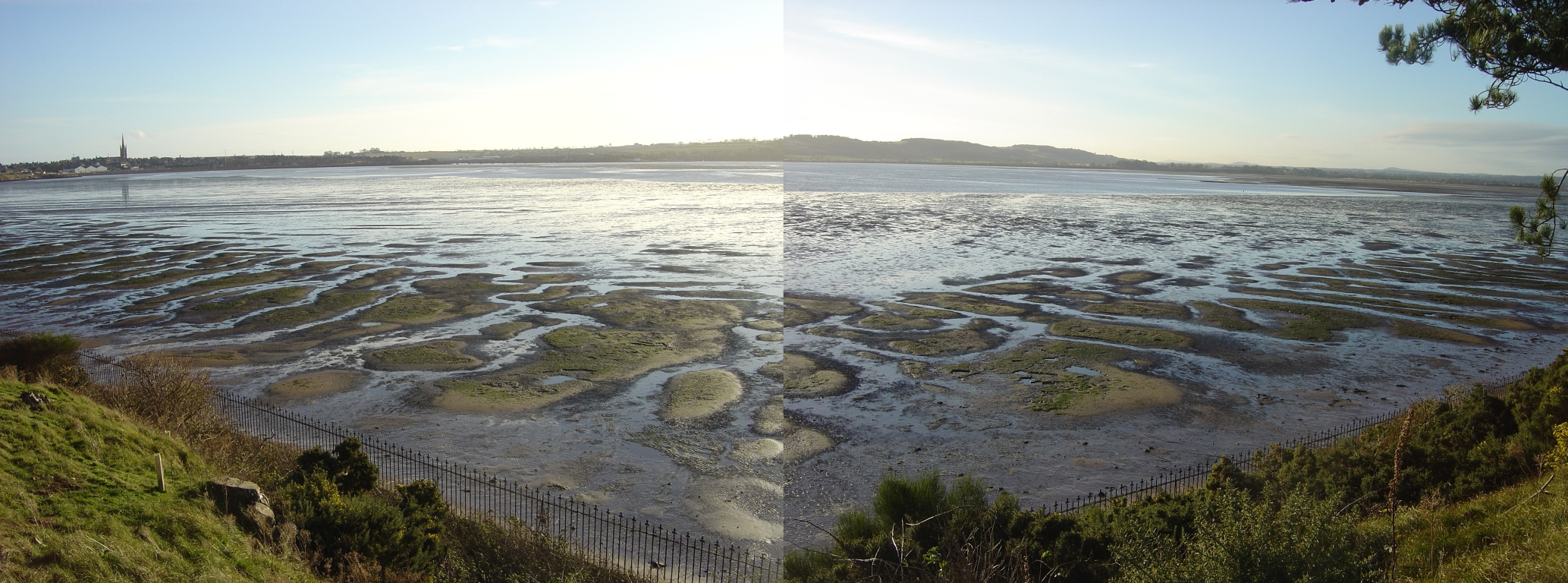
Il bacino di Montrose

Il bacino di Montrose è parte dell'estuario del fiume South Esk, soggetto agli effetti delle maree, posto nei pressi della città di Montrose, nell'Angus, sulla costa nord-orientale della Scozia.
La riserva naturale in questa baia è di importanza internazionale per l'oca zamperosee (Pink-footed Geese), il piovanello maggiore (Red Knot) e la pettegola (Common Redshank) ed è di importanza nazionale per le anatre volpoca (Common Shelduck), fischione (Wigeon) e edredone comune (Common Eider). 
È popolata anche da cigno reale (Mute Swan), ematopdidi (Oystercatcher) e pavoncello (Northern Lapwing), come pure da altri uccelli più piccoli. 
I rapaci sono rappresentati dai falchi pellegrini e dagli sparvieri eurasiatici (Sparrowhawk). Il centro visitatori, gestito dallo Scottish Wildlife Trust, è accessibile dalla strada A92.
I cigni davano al bacino il suo antico nome, più poetico, di “Mare dei cigni”.
La Montrose Basin Heritage Society fu costituita nel 1999 per raccogliere le informazioni sul bacino, incluse la sua storia e la sua archeologia.
Il bacino è stato sfruttato per i frutti di mare; Montrose in passato era il secondo più importante esportatore della Scozia per il salmone e la coltivazione di molluschi fornì i maggiori letti di molluschi nel regno durante il XIX e l'inizio del XX secolo. Una pesca importante è costituita dalla pesca alle anguille (Eel).
Il bacino di Montrose fu colpito da uno tsunami nel 6100 a.C., generato dalla massiccia frana di Storegga subacquea, in Norvegia. Quando impattò il bacino, l'onda era alta circa 21 m.